# Königstedt (Salzwedel)
Königstedt gehört zur Ortschaft Pretzier und ist ein Ortsteil der Hansestadt Salzwedel im Altmarkkreis Salzwedel in Sachsen-Anhalt.

## Geographie
Das Sackgassendorf Königstedt liegt etwa zehn Kilometer südöstlich vom Salzwedeler Stadtzentrum im Norden der Altmark. Der Königstedter Graben fließt, wie der Graben am Hoppenberg, westlich des Dorfes über den Molkereigraben Pretzier und den Ried in die Jeetze. Nachbarorte sind Pretzier, Klein Gartz, Benkendorf und Stappenbeck.

## Geschichte

### Mittelalter bis Neuzeit
Das Dorf wird im Jahre 1255 als villa koningstede erstmals erwähnt, als Markgraf Otto dem Heilig-Geist-Stift vor Salzwedel einige Güter übereignet. Kurz darauf heißt es in 1285 villa koningestede. Im Landbuch der Mark Brandenburg von 1375 wird das Dorf als Kongestede aufgeführt. Es gehörte dem Kloster Dambeck. Weitere Nennungen sind 1573 Konningstede und 1687 Königstedt.
Noch zu Beginn des 20. Jahrhunderts gab es südlich von Königstedt eine Windmühle, die bereits 1745 erwähnt wurde.

### Burg Königstedt
Wilhelm Zahn berichtete im Jahre 1909: „Hofmeister nimmt an, dass beim Dorf Königstedt eine alte Grenzburg gegen das Wendenland gelegen habe, die schon 956 vorhanden gewesen sein soll und vermutet, dass bei der Anwesenheit der Könige Heinrich II. und Konrad II. die alte bei der Burg gelegene wendische Siedlung den Namen Königstedt erhalten habe. Die Hypothese ist weder durch Urkunden noch sonst zu bekräftigen. Spuren einer Burg sind nicht vorhanden, ebenso fehlt es an der lokale Überlieferung.“ Auch Paul Grimm sah keine Anhaltspunkte für eine Burg.

### Wüstungen bei Königstedt
Zahn berichtet weiter, dass auf der Wüstungskarte 1610 (Deutsch Pretzier) Wüstungen verzeichnet sind, deren Existenz zweifelhaft ist. Auf dem westlichen Teil der Feldmark, zwei Kilometer südlich vom Dorf, liegt „das Ried (Rieth)“, ein von alten Wällen umgebenes Terrain. Der angrenzende Wald führt den Namen Zobel, es sind keine Spuren einer Siedlung zu erkennen. Ungefähr 0,5 km vor dem südlichen Ausgang des Dorfes führt ein Flurteil den Namen Wendsch Kerkhof, also wendischer Kirchhof. Auch hier ist keine Wüstung zu erkennen. Die dritte Wüstung, die wüste Feldmark Milow, ist im Erbregister des Klosters Dambeck aus dem Jahre 1573 urkundlich belegt. Nach Angaben aus dem Jahr 1781 lag sie 1½ Meilen von Salzwedel entfernt bei Königstedt, wie aus Urkunden im Brandenburgischen Landeshauptarchiv hervorgeht.

### Vorgeschichte
Das Großsteingrab Königstedt wurde bereits im 19. Jahrhundert zerstört. Alfred Pohlmann überlieferte im Jahre 1901 die Sage „Das Brautbett bei Königstedt“. Das südlich vom Dorf gelegene Hünengrab wurde Riesen- oder Brautbett genannt. Es soll dort eine Riesenbraut ihre letzte Ruhestätte gefunden haben.

### Eingemeindungen
Ursprünglich gehörte das Dorf zum Arendseeischen Kreis der Mark Brandenburg in der Altmark. Zwischen 1807 und 1813 lag es im Landkanton Salzwedel auf dem Territorium des napoleonischen Königreichs Westphalen. Ab 1816 gehörte die Gemeinde zum Kreis Salzwedel, dem späteren Landkreis Salzwedel.
Am 25. Juli 1952 kam Königstedt zum neu errichteten Kreis Salzwedel im Bezirk Magdeburg. Am 1. Januar 1992 wurde die Gemeinde Königstedt aus dem gleichen Kreis nach Pretzier eingemeindet. Mit der Eingemeindung von Pretzier nach Salzwedel am 1. Januar 2010 kam Königstedt als Ortsteil zu Salzwedel und zur gleichzeitig neu errichteten Ortschaft Pretzier.

### Einwohnerentwicklung

#### Gemeinde
| Jahr | Einwohner |
| ---- | --------- |
| 1734 | 084       |
| 1774 | 067       |
| 1789 | 083       |
| 1798 | 066       |
| 1801 | 075       |
| 1818 | 102       |
| 1840 | 133       |
| 1864 | 118       |
| 1871 | 108       |
| 1885 | 100       |
| 1892 | [00]086   |

| Jahr | Einwohner |
| ---- | --------- |
| 1895 | 109       |
| 1900 | [00]099   |
| 1905 | 109       |
| 1910 | [00]100   |
| 1925 | 152       |
| 1939 | 120       |
| 1946 | 223       |
| 1964 | 180       |
| 1971 | 144       |
| 1981 | 106       |

### Ortsteil
| Jahr | Einwohner |
| ---- | --------- |
| 1993 | 83        |
| 2010 | [00]93    |
| 2014 | [00]83    |
| 2015 | [00]86    |
| 2020 | [00]87    |
| 2021 | [00]78    |
| 2022 | [00]79    |
| 2023 | [0]71     |

Quelle, wenn nicht angegeben, bis 1993:

## Religion
Die evangelische Kirchengemeinde Königstedt gehörte früher zur Pfarrei Klein Gartz. Die Evangelischen aus Königstedt gehören heute zum Kirchspiel Groß Chüden im Pfarrbereich Salzwedel-St. Georg im Kirchenkreis Salzwedel im Bischofssprengel Magdeburg der Evangelischen Kirche in Mitteldeutschland.

## Kultur und Sehenswürdigkeiten
- Die evangelische Dorfkirche Königstedt ist ein Feldsteinbau aus dem 13. Jahrhundert. Sie war Sankt Nikolaus geweiht. In der Kirche hängt ganzfiguriges Pfarrerbildnis des Pastors Christoph Praetorius (Schulze) von 1704 (geboren 1647, Pfarrer ab 1676, gestorben 1730).[23] Sein Vorgänger Zacharias Praetorius wirkte von 1648 bis 1676.[24] Die Angaben von Paul Meitz auf der Site des Kirchspiels Groß Chüden[25] passen nicht zu den Jahreszahlen auf dem Gemälde und dem Grabstein des Pfarrers in der Kirche.
- Der Ortsfriedhof ist auf dem Kirchhof.